# Vijaya (Champa)
Vijaya (Champa)  (vietnamien: Đồ Bàn) est une ancienne ville de la province de Bình Định au Vietnam. À partir du Xe siècle, elle est la capitale du royaume de Champa jusqu'à sa conquête par les Viêts pendant la Guerre vietnamo-cham (1471) (en).

## Situation géographique et économie
Vijaya se trouve au centre de la plaine qui s'étend le long de la rive inférieure de la rivière Côn (en) dans ce qui est maintenant le sud de la province de Bình Định. Dans l'est de la plaine et à proximité de l'estuaire de la rivière se trouve un emplacement stratégique, bien protégé pour y établir un port. C'est ce qui a permis la croissance du port de Thi Nai (en) (Cảng Thị Nại), l'un des principaux ports du royaume du Champa. La rivière conduisant vers les hautes terres à l'ouest était essentielle pour le commerce avec les peuples des montagnes qui fournissaient à Champa des produits de luxe tels le calambac ou bois d'aloès, destiné à l'exportation. 
La situation géographie de Vijaya était aussi importante dans le domaine agricole située dans une région fertile irriguée par le cours de l'une des plus importantes rivières du Champa. Cette situation privilégiée a généré une concentration importante de population autour de la cité et abouti à la construction de nombreux édifices religieux.

## Histoire
La région qui entoure Vijaya est probablement l'un des premiers lieux d'établissement du peuple Cham dans ce qui est actuellement le Vietnam. Toutefois, son architecture implique que le site n'est pas réellement important jusqu'au XIe voire XIIe siècle. Les sources mentionnent une attaque de la citadelle de Vijaya par des forces Viêts en 1069 pendant le règne au Vietnam de Lý Nhân Tông, en représaille d'une incursion armée du Champa vers le Nord. Le roi Rudravarman III est défait et capturé et doit abandonner trois des provinces nord du Champa (les actuelles provinces de Quảng Bình et Quảng Trị):62,186,.
Vijaya est également impliqué dans des guerres avec l' Empire d'Angkor, l'actuel Cambodge, aux XIIe et XIIIe siècles. Les incursions militaires khmer au Champa sont victorieuses pour quelque temps et Suryavarman II réussit à s'emparer de Vijaya en 1145, et à déposer le roi Jaya Indravarman III:75–76, jusqu'à la défaite khmer de 1149:160,. Vijaya est un temps sous la domination du roi Khmer Jayavarman VII. Le souverain Khmer s'appuie sur ses partisans cham pour mener ses campagnes victorieuse tant à Angkor qu'au Champa.
En 1283-1285, le roi du Champa paie tribut aux Mongols de l'empereur Kubilai, pour faire cesser leurs attaques.
En 1377, la cité est assiégée sans succès par l'armée des Viêts lors de la Bataille de Vijaya (en). Les principaux conflits avec le vietnam surviennent au XVe siècle, et sont à l'origine de la chute de Vijaya et du démembrement du Champa en 1471. La citadelle de Vijaya est assiégée pendant un mois en 1403 avant que les troupes Vietnamiennes ne doivent se retirer à cause d'un manque de provisions. L'assaut final intervient au début de 1471 après au moins 70 années sans conflits militaire majeurs entre le Champa et le Vietnam. Il est interprété comme une réaction à la requête du Champa à la Chine réclamant son assistance militaire en cas d'attaque du Vietnam. Bien que le royaume du Champa soit dissous après la Guerre vietnamo-cham (1471) (en), Vijaya et les autres principautés cham perdurent avec le statut de protectorats du Vietnam.

## Architecture
L'architecture de Vijaya se distingue des autres centres urbains du Champa, par l'utilisation d'une combinaison d'éléments en pierre et en brique, alors que la plupart des autres structures Cham n'étaient édifiées qu'en briques. Cela semble liée à une certaine influence de Empire Khmer et d'Angkor. Cela implique également l'existence une main-d'œuvre relativement abondante à Vijaya par rapport aux autres centres de pouvoirs Cham, car le traitement de pierres pour la construction qui caractérise le style d'architecture de Vijaya semble avoir été dominant dans tout le Champa pendant un certain temps, et à l'origine de la classification ultérieure de l'architecture de la période entre le XIIe et XIVe siècles comme le « Style Bình Định ».

## Vestiges

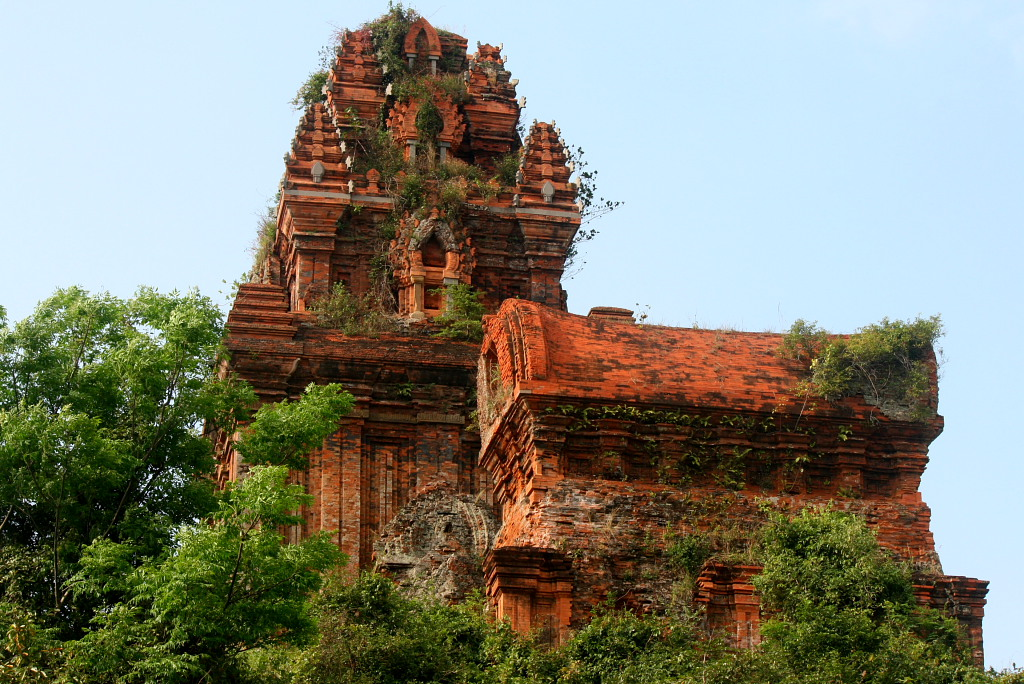
Tours de Banh It

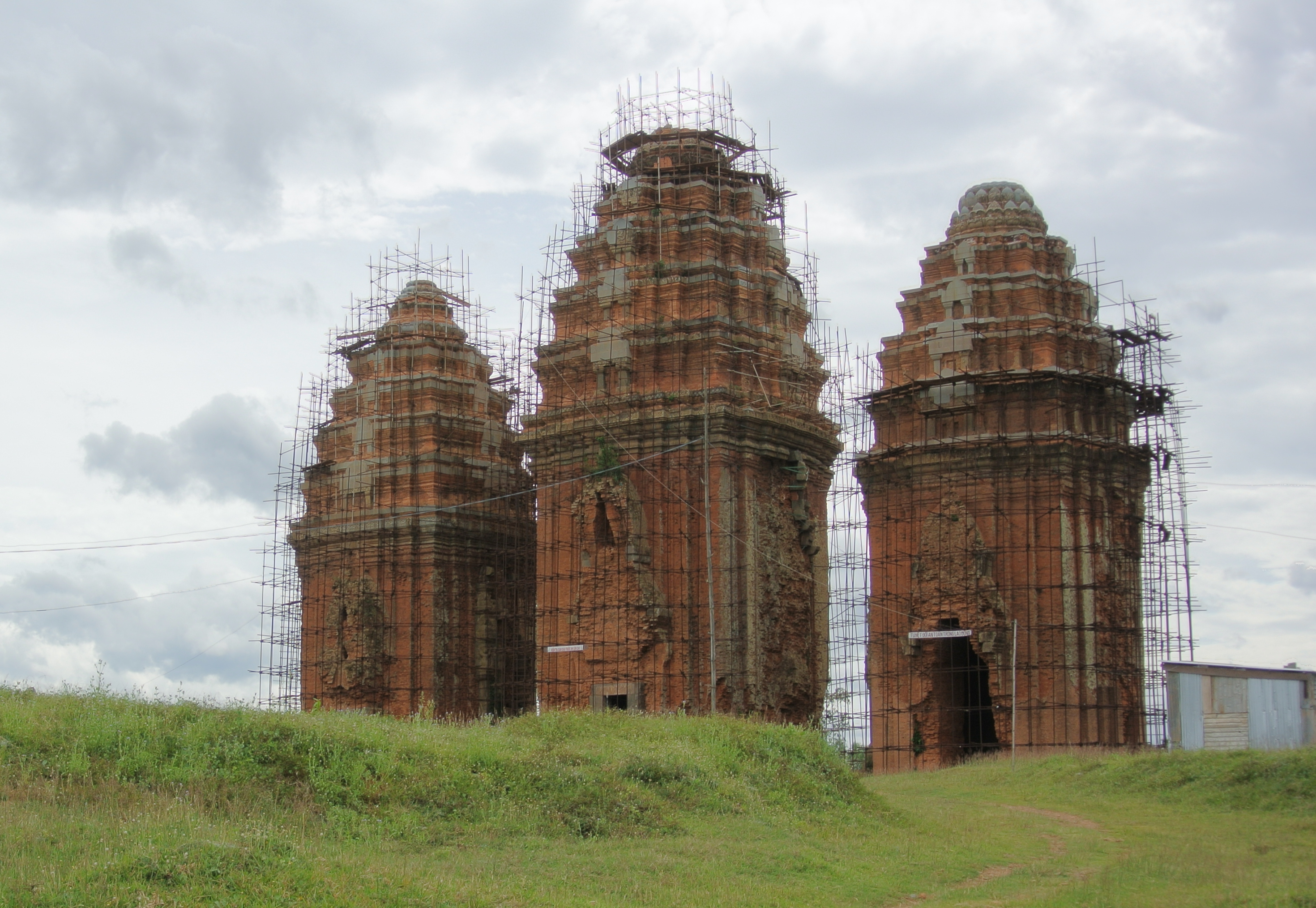
Tours de Duong Long

Un nombre relativement élevé de tours bâties auteur de Vijaya, subsiste dans la province de Bình Định. Il comprend 
les ruines de la citadelle : tour Cánh Tiên et plusieurs tours de temple. Les tours Dương Long sont parmi les plus hautes constructions hindouistes de tout le sud-est asiatique.

## Sources
- (en) Andrew Hardy, « Eaglewood and the Economic History of Champa and Central Vietnam », dans Hardy, Andrew et al. (ed), Champa and the Archaeology of Mỹ Sơn (Vietnam), Singapour, NUS Press, 2009, 440 p. (ISBN 9789971694517)
- (en) Đình Đầu Nguyễn, « The Vietnamese Southward Expansion, as Viewed Through the Histories », dans Hardy, Andrew et al. (ed), Champa and the Archaeology of Mỹ Sơn (Vietnam), Singapour, NUS Press, 2009, 440 p. (ISBN 9789971694517)
- (en) Kỳ Phương Trần, « The Architecture of the Temple-Towers of Ancient Champa », dans Hardy, Andrew et al. (ed), Champa and the Archaeology of Mỹ Sơn (Vietnam), Singapour, NUS Press, 2009, 440 p. (ISBN 9789971694517)
- (en) Michael Vickery, « A Short History of Champa », dans Hardy, Andrew et al. (ed), Champa and the Archaeology of Mỹ Sơn (Vietnam), Singapour, NUS Press, 2009, 440 p. (ISBN 9789971694517)